# Atletica leggera ai IV Giochi panamericani
L'atletica leggera ai IV Giochi panamericani si è tenuta a San Paolo, in Brasile, nel 1963.

## Risultati

### Uomini
| Evento               | Oro                                                                | Prest.   | Argento            | Prest.   | Bronzo                                                                          | Prest.   |
| Corse piane          |                                                                    |          |                    |          |                                                                                 |          |
| 100 metri            | Enrique Figuerola                                                  | 10.46    | Arquímedes Herrera | 10.59    | Ira Murchison                                                                   | 10.62    |
| 200 metri            | Rafael Romero                                                      | 21.23    | Ollan Cassell      | 21.23    | Arquímedes Herrera                                                              | 21.23    |
| 400 metri            | James Johnson                                                      | 46.80    | Mel Spence         | 46.94    | Clifton Bertrand                                                                | 47.43    |
| 800 metri            | Don Bertoia                                                        | 1:48.46  | Siegmar Ohlemann   | 1:48.63  | Ernie Cunliffe                                                                  | 1:48.92  |
| 1500 metri           | Jim Grelle                                                         | 3:43.62  | Jim Beatty         | 3:43.88  | Don Bertoia                                                                     | 3:55.19  |
| 5000 metri           | Osvaldo Suárez                                                     | 14:25.81 | Charley Clark      | 14:27.16 | Bob Schul                                                                       | 14:29.21 |
| 10000 metri          | Pete McArdle                                                       | 29:52.22 | Osvaldo Suárez     | 30:26.56 | Eligio Galicia                                                                  | 30:27.90 |
| Corse ad ostacoli    |                                                                    |          |                    |          |                                                                                 |          |
| 110 metri ostacoli   | Blaine Lindgren                                                    | 13.8w    | Willie May         | 14.0w    | Lázaro Betancourt                                                               | 14.3w    |
| 400 metri ostacoli   | Juan Carlos Dyrzka                                                 | 50.32    | Willie Atterberry  | 50.49    | Russ Rogers                                                                     | 51.19    |
| 3000 metri siepi     | Jeff Fishback                                                      | 9:07.9   | Sebastião Mendes   | 9:12.8   | Albertino Etchechury                                                            | 9:17.3   |
| Staffette            |                                                                    |          |                    |          |                                                                                 |          |
| 4 x 100 metri        | Stati Uniti Earl Young Ollan Cassell Brooks Johnson Ira Murchison  | 40.40    | Venezuela          | 40.71    | Trinidad e Tobago Clifton Bertrand Anthony Jones Irving Joseph Cipriani Phillip | 40.87    |
| 4 x 400 metri        | Stati Uniti Ollan Cassell James Johnson Richard Edmunds Earl Young | 3:09.62  | Venezuela          | 3:12.20  | Giamaica                                                                        | 3:12.61  |
| Concorsi             |                                                                    |          |                    |          |                                                                                 |          |
| Salto in alto        | Gene Johnson                                                       | 2.11     | Teodoro Palacios   | 2.04     | Anton Norris                                                                    | 2.04     |
| Salto con l'asta     | Dave Tork                                                          | 4.90     | Henry Wadsworth    | 4.75     | Rubén Cruz                                                                      | 4.30     |
| Salto in lungo       | Ralph Boston                                                       | 8.11     | Darrell Horn       | 8.02     | Juan Muñoz                                                                      | 7.46     |
| Salto triplo         | Bill Sharpe                                                        | 15.15    | Ramón López        | 15.08    | Mário Gomes                                                                     | 14.97    |
| Getto del peso       | Dave Davis                                                         | 18.52    | Billy Joe          | 17.77    | Cosme Di Cursi                                                                  | 16.26    |
| Lancio del disco     | Bob Humphreys                                                      | 57.82    | Dave Davis         | 51.05    | Ben Rebel Bout                                                                  | 49.78    |
| Lancio del martello  | Al Hall                                                            | 62.74    | Jim Pryde          | 58.56    | Roberto Chapchap                                                                | 57.92    |
| Tiro del giavellotto | Dan Studney                                                        | 75.60    | Nick Kovalakides   | 73.71    | Walter de Almeida                                                               | 64.61    |
| Prove su strada      |                                                                    |          |                    |          |                                                                                 |          |
| Maratona             | Fidel Negrete                                                      | 2:27:56  | Gordon McKenzie    | 2:31:18  | Pete McArdle                                                                    | 2:34:14  |
| 20 km marcia         | Alex Oakley                                                        | 1:42:44  | Nicole Marrone     | 1:46:35  | Ron Zinn                                                                        | 1:49:45  |
| Prove multiple       |                                                                    |          |                    |          |                                                                                 |          |
| Decathlon            | J. D. Martin                                                       | 7335     | Bill Gairdner      | 6812     | Héctor Thomas                                                                   | 6751     |

### Donne
| Evento               | Oro                                                              | Prest.  | Argento                                                             | Prest.  | Bronzo           | Prest.  |
| Corse piane          |                                                                  |         |                                                                     |         |                  |         |
| 100 metri            | Edith McGuire                                                    | 11.65   | Miguelina Cobián                                                    | 11.69   | Marilyn White    | 11.85   |
| 200 metri            | Vivian Brown                                                     | 23.9    | Miguelina Cobián                                                    | 24.0    | Lorraine Dunn    | 24.7    |
| 800 metri            | Abby Hoffman                                                     | 2:10.27 | Leah Bennett Ferris                                                 | 2:13.79 | Noreen Deuling   | 2:14.98 |
| Corse ad ostacoli    |                                                                  |         |                                                                     |         |                  |         |
| 80 metri ostacoli    | Jo Ann Terry                                                     | 11.37   | Jenny Wingerson                                                     | 11.48   | Wanda dos Santos | 11.50   |
| Staffette            |                                                                  |         |                                                                     |         |                  |         |
| 4 x 100 metri        | Stati Uniti Marilyn White Vivian Brown Willye White Norma Harris | 45.72   | Cuba Fulgencia Romay Miguelina Cobián Irene Martínez Nereida Borges | 46.44   | Brasile          | 48.18   |
| Concorsi             |                                                                  |         |                                                                     |         |                  |         |
| Salto in alto        | Eleanor Montgomery                                               | 1.68    | Diane Gerace                                                        | 1.65    | Patsy Callender  | 1.62    |
| Salto in lungo       | Willye White                                                     | 6.15    | Iris dos Santos                                                     | 5.65    | Edith McGuire    | 5.48    |
| Getto del peso       | Nancy McCredie                                                   | 15.32   | Cynthia Wyatt                                                       | 14.27   | Sharon Sheppard  | 14.10   |
| Lancio del disco     | Nancy McCredie                                                   | 50.18   | Ingeborg Pfüller                                                    | 47.83   | Sharon Sheppard  | 47.29   |
| Tiro del giavellotto | Marlene Ahrens                                                   | 49.93   | Frances Davenport                                                   | 47.22   | Iris dos Santos  | 35.51   |

## Medagliere
Paese ospitante
| Posiz. | Nazione           | Oro | Argento | Bronzo | Totale |
| ------ | ----------------- | --- | ------- | ------ | ------ |
| 1      | Stati Uniti       | 30  | 18      | 6      | 54     |
| 2      | Canada            | 3   | 9       | 12     | 24     |
| 3      | Cuba              | 2   | 3       | 7      | 12     |
| 4      | Venezuela         | 0   | 2       | 0      | 2      |
| 5      | Messico           | 0   | 1       | 2      | 3      |
| 6      | Brasile           | 0   | 1       | 1      | 2      |
| 6      | Colombia          | 0   | 1       | 1      | 2      |
| 8      | Giamaica          | 0   | 0       | 3      | 3      |
| 9      | Trinidad e Tobago | 0   | 0       | 1      | 1      |
| 9      | Perù              | 0   | 0       | 1      | 1      |
| 9      | Argentina         | 0   | 0       | 1      | 1      |